# أومنينت

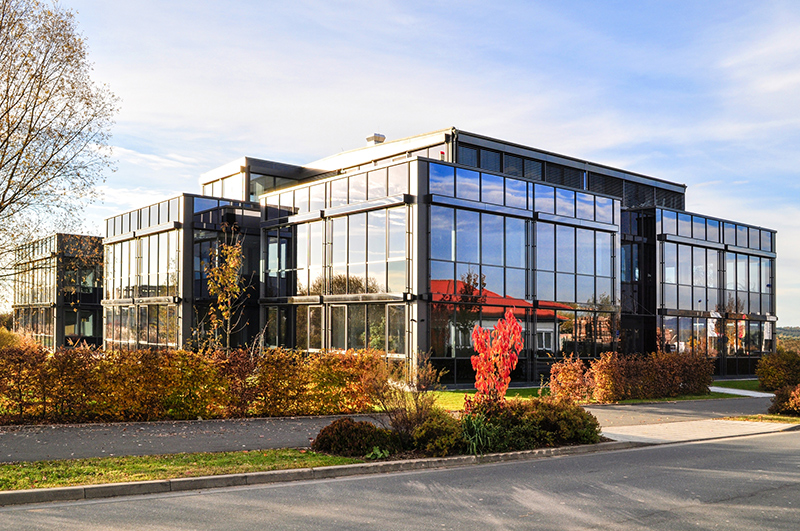
مقر شركة أومنينت في إكنتال، بالقرب من نورمبرغ في ألمانيا

أومنينت (بالإنجليزية: Omninet)‏ ومقرها في إكنتال، ألمانيا في منطقة نورمبرغ، هي شركة تطوير البرمجيات المتوسطة الحجم المعروفة باسم المبدع التوجه الدولي في مجال برامج إدارة العمليات التجارية. وتقع فروعها ومكاتبها في النمسا وسويسرا وبلجيكا وهولندا وروسيا؛ لديها أيضا مكتب مبيعات في الولايات المتحدة. أومنينت شريك ميكروسوفت غولد.

## تاريخها
تأسست الشركة في عام 1993 كما أومنينيت ألمانيا كشراكة في عام 1995 وتحويلها إلى شركة محدودة. في عام 2005، بدأ إنشاء شركات تابعة في الخارج. في عام 2010، كان لدى مجموعة أومنينيت 90 موظفا و2014 ارتفع إلى حوالي 150.